# Krzysztof Józef Gołuchowski
Krzysztof Józef Gołuchowski z Niegosławic herbu Leliwa (zm. w 1754 roku) – podkomorzy sandomierski w latach 1753–1754, chorąży wiślicki w latach 1736–1753, towarzysz chorągwi pancernej królewicza.
Był posłem na sejm 1738 roku.